# Acronema chinense
Acronema chinense är en flockblommig växtart som beskrevs av H.Wolff. Acronema chinense ingår i släktet Acronema och familjen flockblommiga växter.

## Underarter
Arten delas in i följande underarter:
- A. c. chinense
- A. c. humile